# UGK

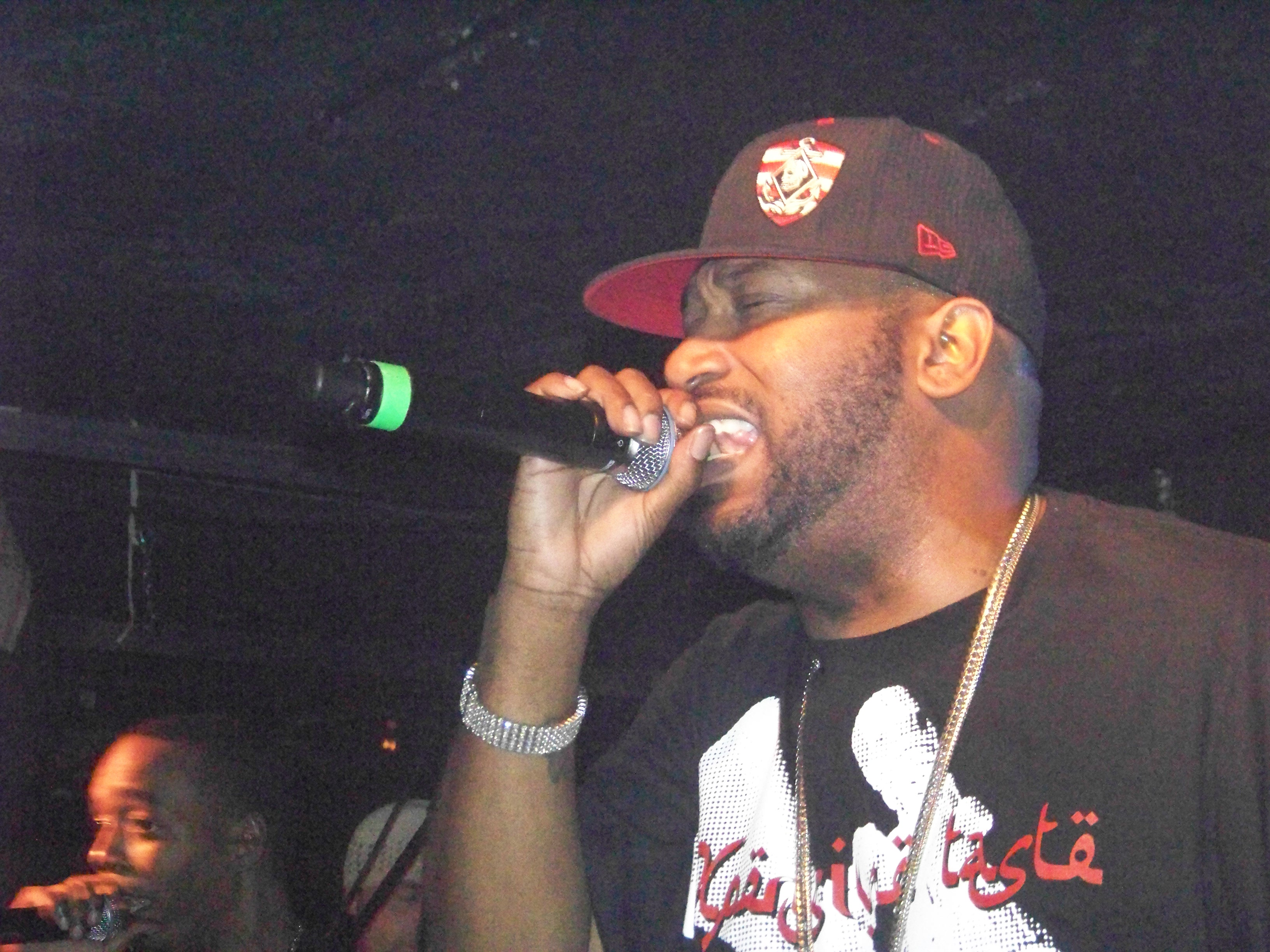
Bun B – einer der Bandgründer neben Pimp C

UGK (Underground Kingz) waren ein von 1987 bis 2007 bestehendes US-amerikanisches Rap-Duo aus Port Arthur, Texas.

## Werdegang
Chad „Pimp C“ Butler und Bernard „Bun B“ Freeman gründeten das Duo im Alter von respektive 14 und 15 Jahren. Nach ihrer Gründung erlangten sie 1988 erstmals mit ihrem Tape The Southern Way und dem Song Pocket Full of Stones regionale Bekanntheit. Neben den Geto Boys und Devin the Dude prägten UGK das Dirty South Genre und waren die Vorreiter des texanischen Hip-Hops, der spätestens seit ihrem Gastbeitrag auf Jay-Zs Hit Big Pimpin’ internationale Bekanntheit erreichte. UGK-Alben gelten heute als Klassiker, da sie Rap aus dem Süden der USA populär gemacht und unzähligen Südstaaten-Rappern wie Rick Ross, Lil Wayne und Young Jeezy den Weg geebnet haben. Vor allem aber die Houstoner Szene um Mike Jones, Paul Wall, Slim Thug und Chamillionaire berufen sich gern auf UGK, die dementsprechend häufig auf ihren Lieder zu hören sind.
In der jüngeren Vergangenheit bemühten sich UGK der zunehmenden Banalisierung des Südstaaten-Hip-Hops entgegenzuwirken, die durch technisch simple Party-Musik (Crunk, Snap!) mit wenig Fokus auf ausgefeilte Texte ausgelöst wurde. Kritiker, hauptsächlich aus Atlanta, werfen UGK vor, dass sie diesen häufig jüngeren Künstlern ihren Erfolg nicht gönnen würden. Pimp C dementierte dies und betonte, dass er stolz auf jeden Rapper aus dem Süden sei, dennoch müssten sie beginnen zu sich selbst zu stehen, „trill“ zu sein, und beispielsweise auch die negativen Seiten des sonst glorifizierten Drogenkreislaufs aufzuzeigen, wie es UGK auf ihrem vorletzten Album taten. Mit Underground Kingz erreichten sie erstmals Platz 1 der US-Charts. UGK war beim Label Jive Records unter Vertrag. Auf diesem Album versammelten sich Hip-Hop-Größen der Vergangenheit und Gegenwart, unter anderem T.I., Talib Kweli, Three 6 Mafia, OutKast, Rick Ross, Big Daddy Kane, Slim Thug, Willie D und Scarface von den Geto Boys sowie Too $hort.
Bei der Grammy-Verleihung 2008 wurden sie für ihr mit OutKast aufgenommenes Stück International Player’s Anthem nominiert. Am 31. März 2009 veröffentlichte Bun B das letzte Album des Duos unter dem Titel UGK 4 Life. Das Lied Da Game Been Good to Me des über Jive Records erschienenen Albums wurde als Single ausgekoppelt.

## Diskografie

### Studioalben
| Jahr | Titel               | Höchstplatzierung, Gesamtwochen, AuszeichnungChartsChartplatzierungen (Jahr, Titel, Platzierungen, Wochen, Auszeichnungen, Anmerkungen) | Anmerkungen                                             |
| Jahr | Titel               | US | Anmerkungen                                             |
| ---- | ------------------- | --- | ------------------------------------------------------- |
| 1992 | Too Hard to Swallow | — | Erstveröffentlichung: 10. November 1992                 |
| 1994 | Super Tight         | US95 (10 Wo.)US | Erstveröffentlichung: 30. August 1994                   |
| 1996 | Ridin’ Dirty        | US15 Gold · (13 Wo.)US | Erstveröffentlichung: 29. Juli 1996 Verkäufe: + 500.000 |
| 2001 | Dirty Money         | US18 (15 Wo.)US | Erstveröffentlichung: 13. November 2001                 |
| 2007 | Underground Kingz   | US1 (13 Wo.)US | Erstveröffentlichung: 7. August 2007                    |
| 2009 | UGK 4 Life          | US6 (11 Wo.)US | Erstveröffentlichung: 16. März 2009                     |

### Kompilationen
| Jahr | Titel        | Höchstplatzierung, Gesamtwochen, AuszeichnungChartsChartplatzierungen (Jahr, Titel, Platzierungen, Wochen, Auszeichnungen, Anmerkungen) | Anmerkungen                              |
| Jahr | Titel        | US | Anmerkungen                              |
| ---- | ------------ | --- | ---------------------------------------- |
| 2002 | Side Hustles | US70 (3 Wo.)US | Erstveröffentlichung: 24. September 2002 |

Weitere Kompilationen
- 2000: Kingz 4 Life
- 2002: Lost Tracks
- 2003: Best of UGK
- 2004: Jive Records Presents: UGK Chopped and Screwed
- 2011: The Bigtyme Way

### EPs
- 1988: The Southern Way
- 1992: Banned

### Singles
| Jahr | Titel Album                                           | Höchstplatzierung, Gesamtwochen, AuszeichnungChartplatzierungen (Jahr, Titel, Album, Platzierungen, Wochen, Auszeichnungen, Anmerkungen) | Höchstplatzierung, Gesamtwochen, AuszeichnungChartplatzierungen (Jahr, Titel, Album, Platzierungen, Wochen, Auszeichnungen, Anmerkungen) | Anmerkungen     |
| Jahr | Titel Album                                           | UK | US | Anmerkungen     |
| ---- | ----------------------------------------------------- | --- | --- | --------------- |
| 1999 | Big Pimpin’ Vol. 3… Life and Times of S. Carter       | UK29 Gold · (3 Wo.)UK | US18 ×3Dreifachplatin · (20 Wo.)US | Jay-Z feat. UGK |
| 2007 | Int’l Players Anthem (I Choose You) Underground Kingz | — | US70 (9 Wo.)US | feat. OutKast   |

Weitere Singles
- 1992: Something Good
- 1993: Use Me Up
- 1993: Pocket Full of Stones
- 1994: It’s Supposed to Bubble
- 1994: Front, Back, Side to Side
- 1996: One Day
- 1999: Belts to Match
- 1999: Take It Off
- 1999: Pimpin’ Ain’t No Illusion
- 2000: Sippin’ on Some Syrup (Three 6 Mafia feat. UGK und Project Pat)
- 2001: Let Me See It
- 2006: Front Back (T.I. feat. UGK)
- 2006: Chunk Up the Deuce (Lil’ Keke feat. Paul Wall und UGK)
- 2006: The Game Belongs to Me
- 2009: Da Game Been Good to Me